# La Lune
La Lune es una localidad de Trinidad y Tobago que forma parte de la región de Princes Town.

## Geografía
La localidad abarca parte de la isla Trinidad y limita al norte con Marac y Bon Jean, al sur con el canal de Colón, al este con Moruga Village y al oeste con Marac.

## Demografía
Datos demográficos de la localidad de La Lune:
| Gráfica de evolución demográfica de La Lune entre 2000 y 2011 |
|                                                               |